# 965 هـ
965 هـ هي سنة في التقويم الهجري امتدت مقابلةً في التقويم الميلادي بين سنتي 1557 و1558.

## وفيات
- إبراهيم الاسترآبادي
- زين الدين بن علي الجبعي العاملي